# 唐三彩

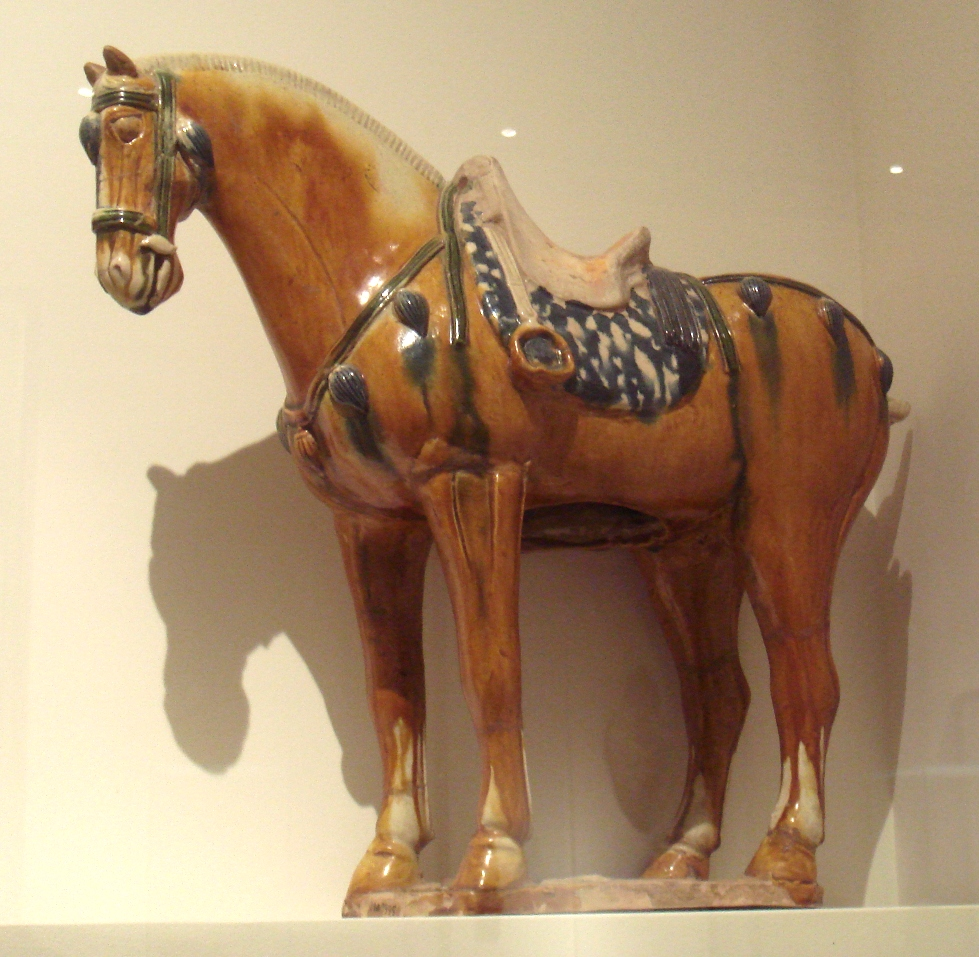
唐代的唐三彩馬

唐三彩是唐代盛行的一种釉陶，距今已有1000多年的历史。所谓唐三彩，是指唐代陶器上的釉色，后来也用来泛称唐代彩陶。唐代彩陶的釉色有很多种，如浅黄、赭黄、浅绿、深绿、天蓝、褐红、茄紫等，但主要以黄、绿、褐（白、赭、蓝）三色为主，所以称之为“三彩”。
“唐三彩”一詞其實不见于古代文献，直到清末建造隴海鐵路，在洛阳邙山毁损唐代墓葬，發現颇多的唐三彩陶器。古董商将其运至北京，引起学者王国维、罗振玉等的高度重视，后出土的“唐三彩”被修復成功，引發了收藏熱。故目前存世的唐三彩多是冥器。但在唐代，相同的工藝被廣泛用于各式各樣的生活陶瓷器上，而且不限于三彩，往往由一到近十种彩都有。
唐三彩采用二次烧成法。首先使用白色粘土作胎，在窑内经过1000℃－1100℃的素烧，经过冷却，再于胎上绘以各种釉料入窑进行釉烧。唐三彩是一种低温（850℃-950℃）釉陶器，用含有铜（釉为绿色）、铁（赭黄色）、锰（紫色）、钴（蓝色）、锑（浅黄）等作釉料着色剂，并加入铅、铝作助熔剂。其釉色互相渗化，加上年代久远，部分颜色发生变化并产生新色，具有较高的装饰艺术水平。但由于实用性较差，生活用器早已不存，故並無任何存世器，故唐三彩主要為出土器，即用于随葬，即冥器和俑，但由于唐代古窰的出土，也有一些殘破不堪的生活用品、如花瓶出現。
唐三彩种类很多，主要分为人物、动物和器物三种。人物有文臣、武将、贵妇、男僮、女仆、艺人、胡人等。动物有马、骆驼、牛、羊、狮、虎等。器物有盛器、文房用具、室内用具等。古时，唐三彩很少用作日用品和陈设品，大部分用作随葬品，主要出产、流行于中原地区，供这一带的大小官僚们使用。随着唐朝陵墓的发掘，大量随葬品唐三彩得以面世。随葬品唐三彩主要分为器物类，如碗、壶、盘、房屋等；以及俑像类，如仕女、文吏、胡人、乐伎、武士、天王、马、骆驼等。
唐三彩的艺术造型，反映了当时社会的风貌和时代特征。强壮有力、神态潇洒的武士俑、天王俑和肥壮丰满的马、骆驼等，充分表现了唐初国力的强盛；从脸部稍胖、体态丰满的女俑，可以看出唐朝人是以胖为美的。

## 工艺原理
唐三彩的制作工艺十分复杂。首先要将开采来的矿土经过挑选、舂捣、淘洗、沉淀、晾干后，用模具作成胎入窑烧制。唐三彩的烧制采用的是二次烧成法。从原料上来看，它的胎体是用白色的粘土制成，在窑内经过 1000－1100℃的素烧，将焙烧过的素胎经过冷却，再施以配制好的各种釉料入窑釉烧，其烧成温度为850－950℃。在釉色上，利用各种氧化金属为呈色剂，经煅烧后呈现出各种色彩。釉烧出来以后，有的人物需要再开脸，所谓的开脸就是人物的头部仿古产品是不上釉的，它要经过画眉、点唇、画头发。这么一个过程，然后这一件唐三彩的产品就算完成了。唐三彩是一种低温铅釉陶器，在色釉中加入不同的金属氧化物，经过焙烧，便形成浅黄、赭黄、浅绿、深绿、天蓝、褐红、茄紫等多种色彩，但多以黄、褐、绿三色为主。它主要是陶坯上涂上的彩釉，在烘制过程中发生化学变化，色釉浓淡变化、互相浸润、斑驳淋漓、色彩自然协调，花纹流畅，是一种具有中国独特风格的传统工艺品。唐三彩在色彩的相互辉映中，显出堂皇富丽的艺术魅力。唐三彩來自挖墓，故現存品多為随葬品。此外由于它的胎质松脆，防水性能差，性能如耐用性远不如当时已经出现的青瓷和白瓷，亦由于作為日用品的板本僅為下价品，故此這种三彩瓷基本上並无任何傳世品。

## 影響
當時唐三彩影響到朝鮮新羅和日本奈良時代的陶器，新羅參照唐三彩技術發展成新羅三彩，奈良時代則有奈良三彩。

## 相关图片

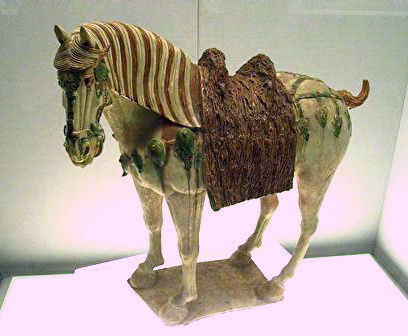
唐三彩马
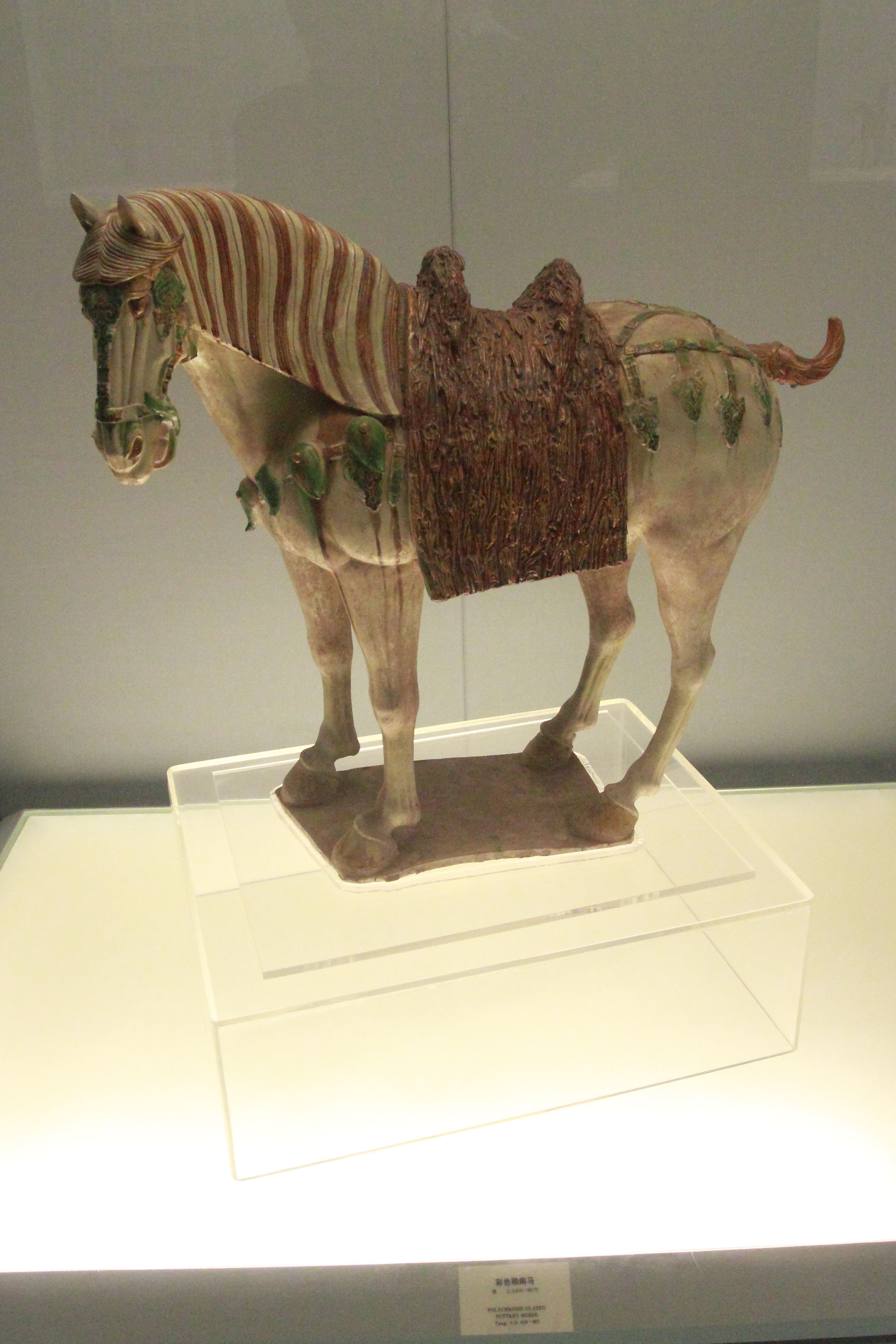
彩色釉陶马
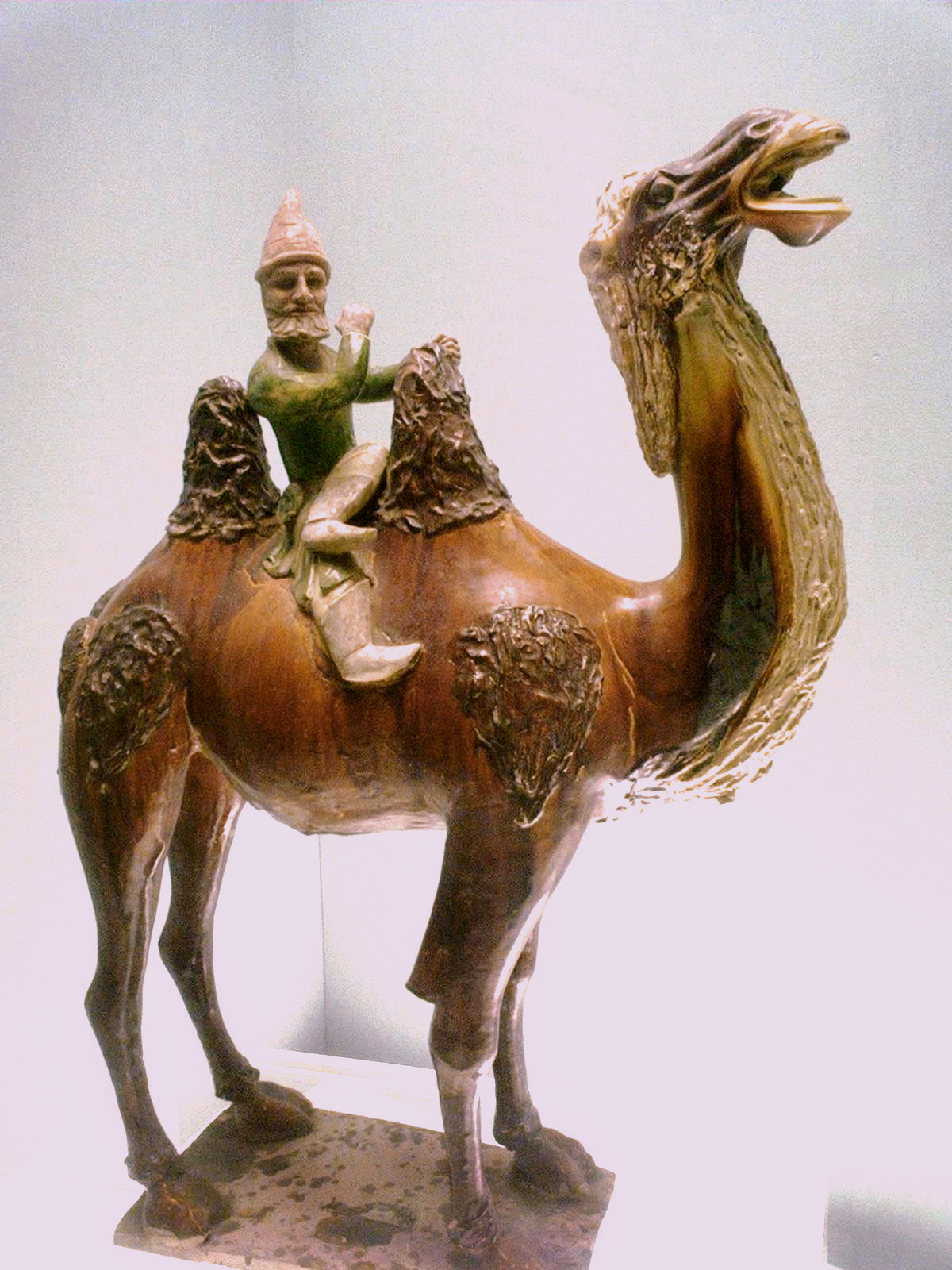
唐三彩驼和外域商贩
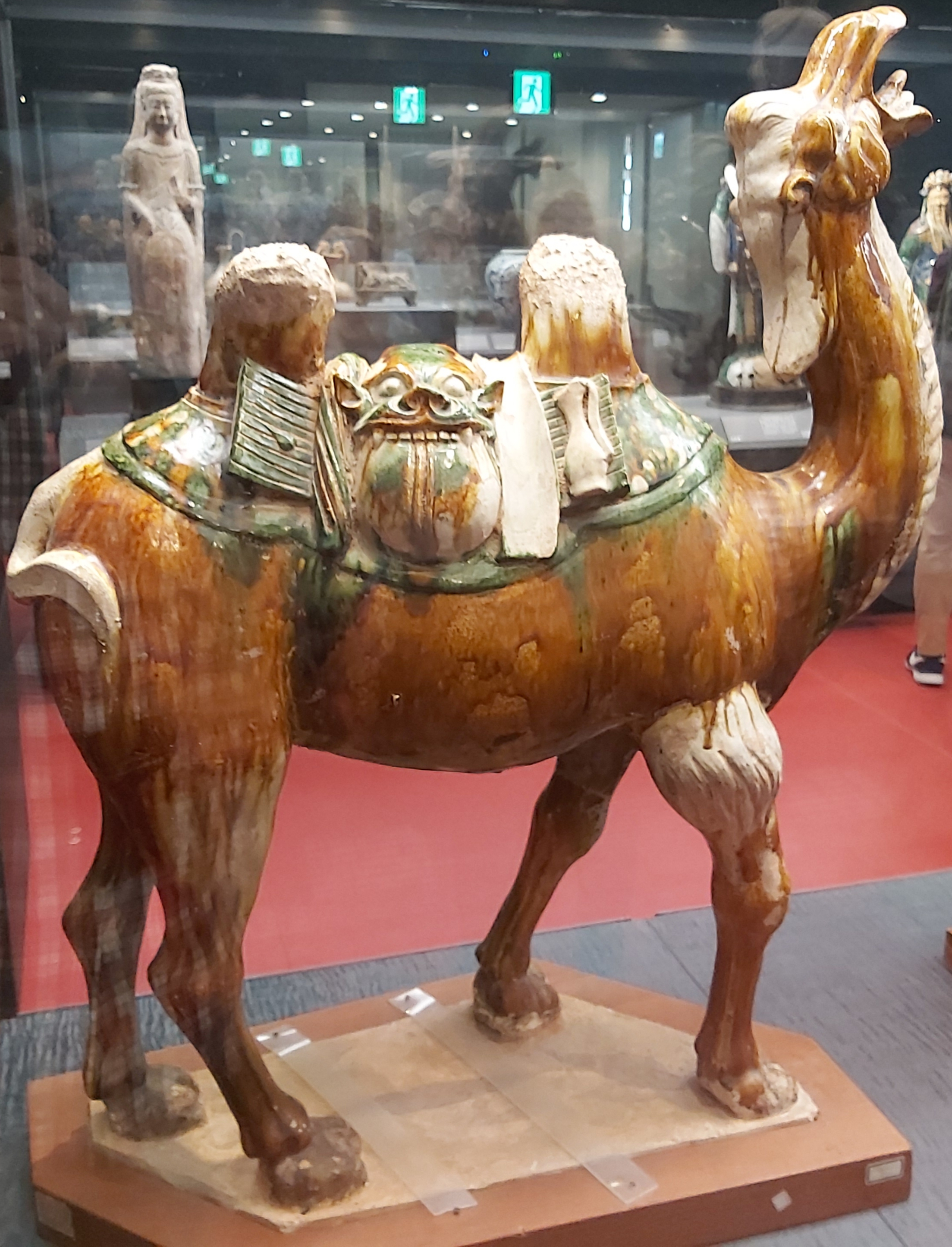
彩色釉陶駱駝
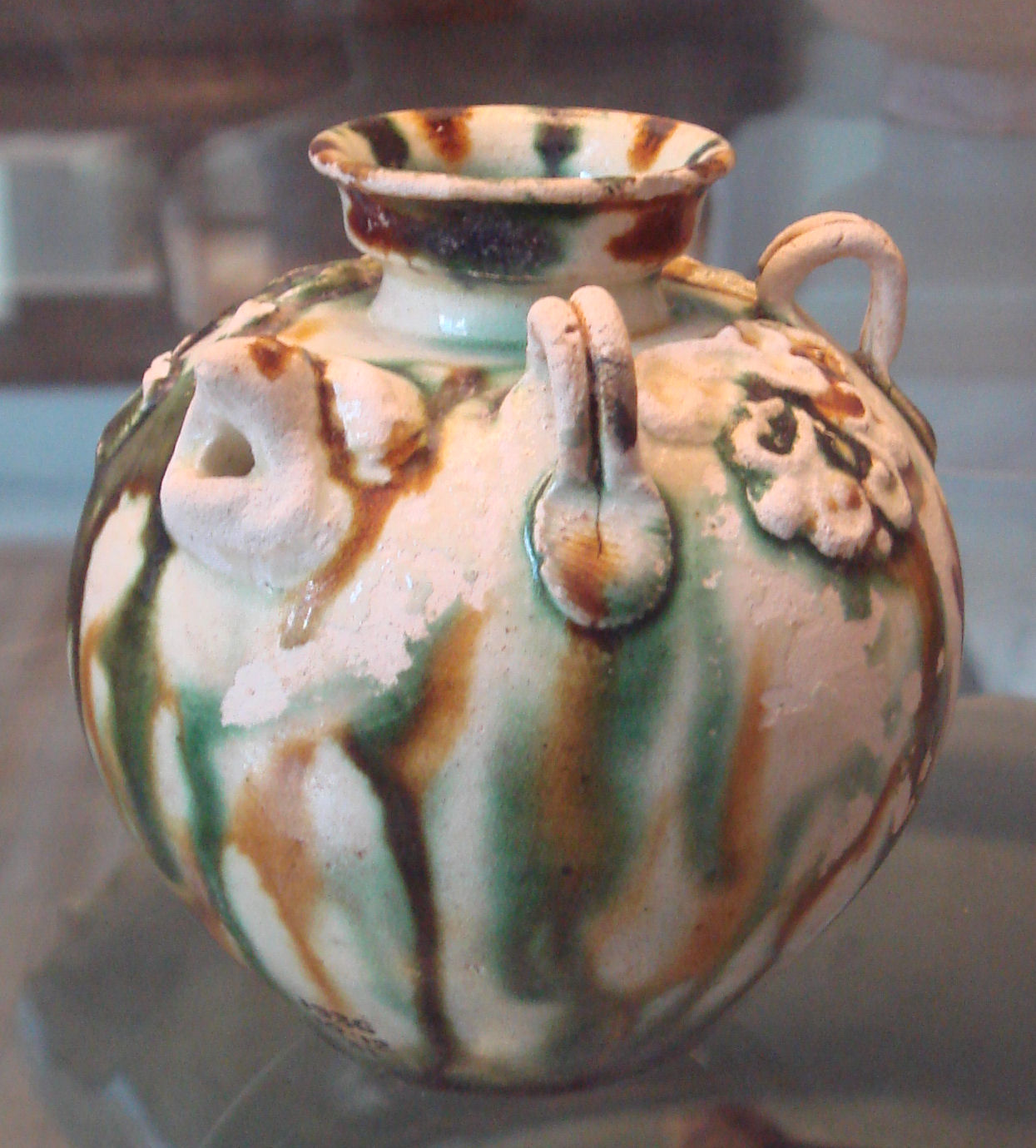
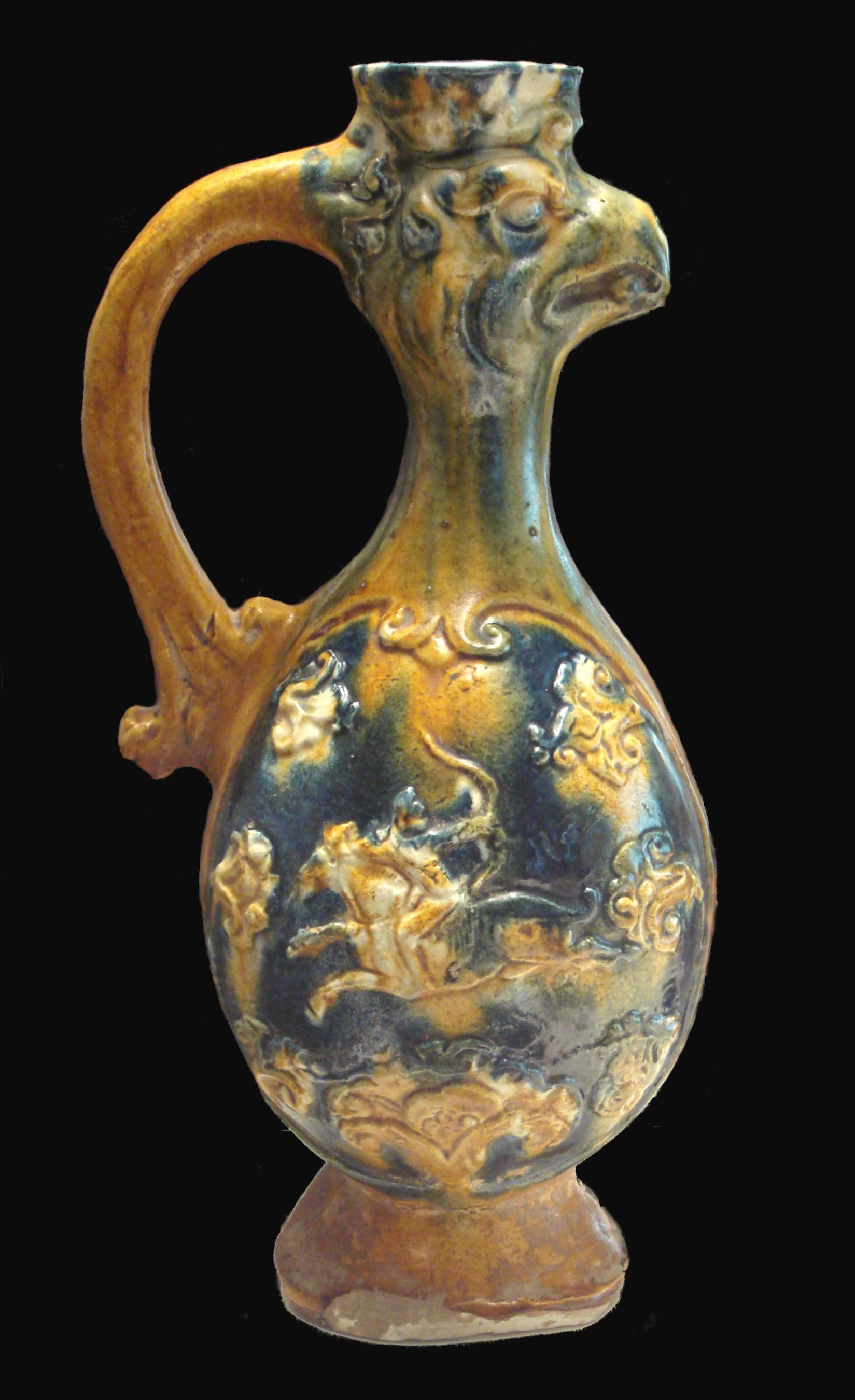
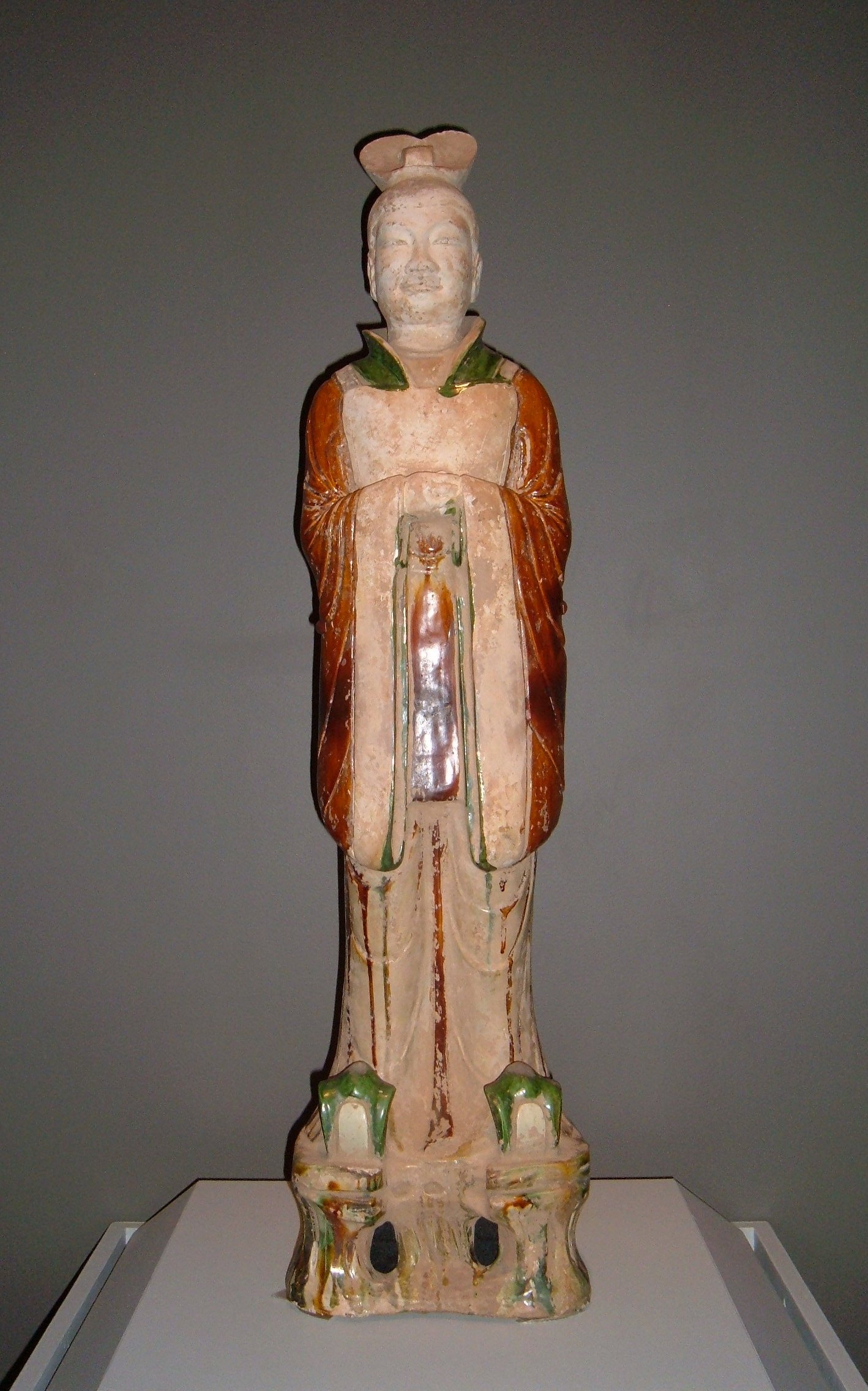
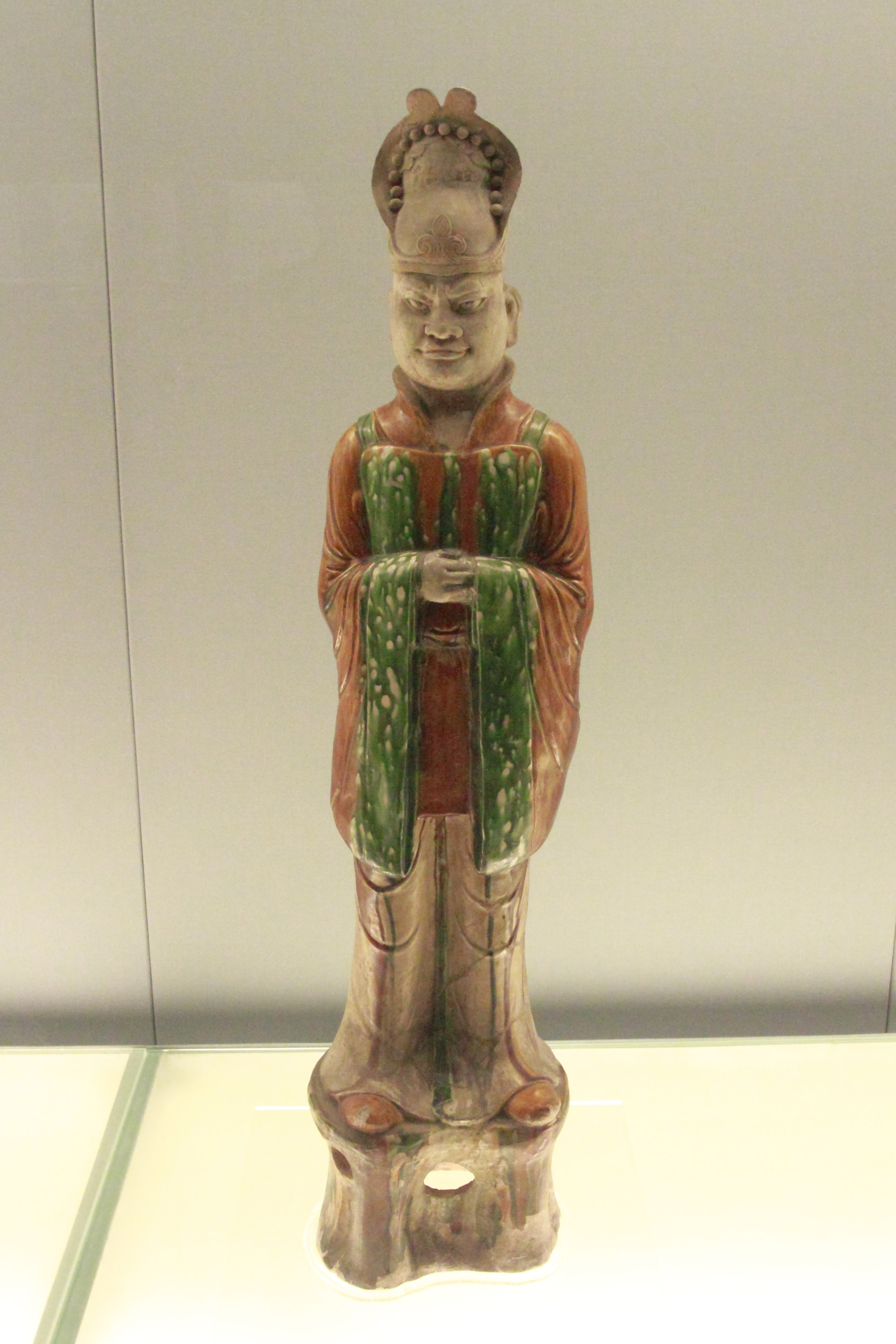
色釉陶文吏俑
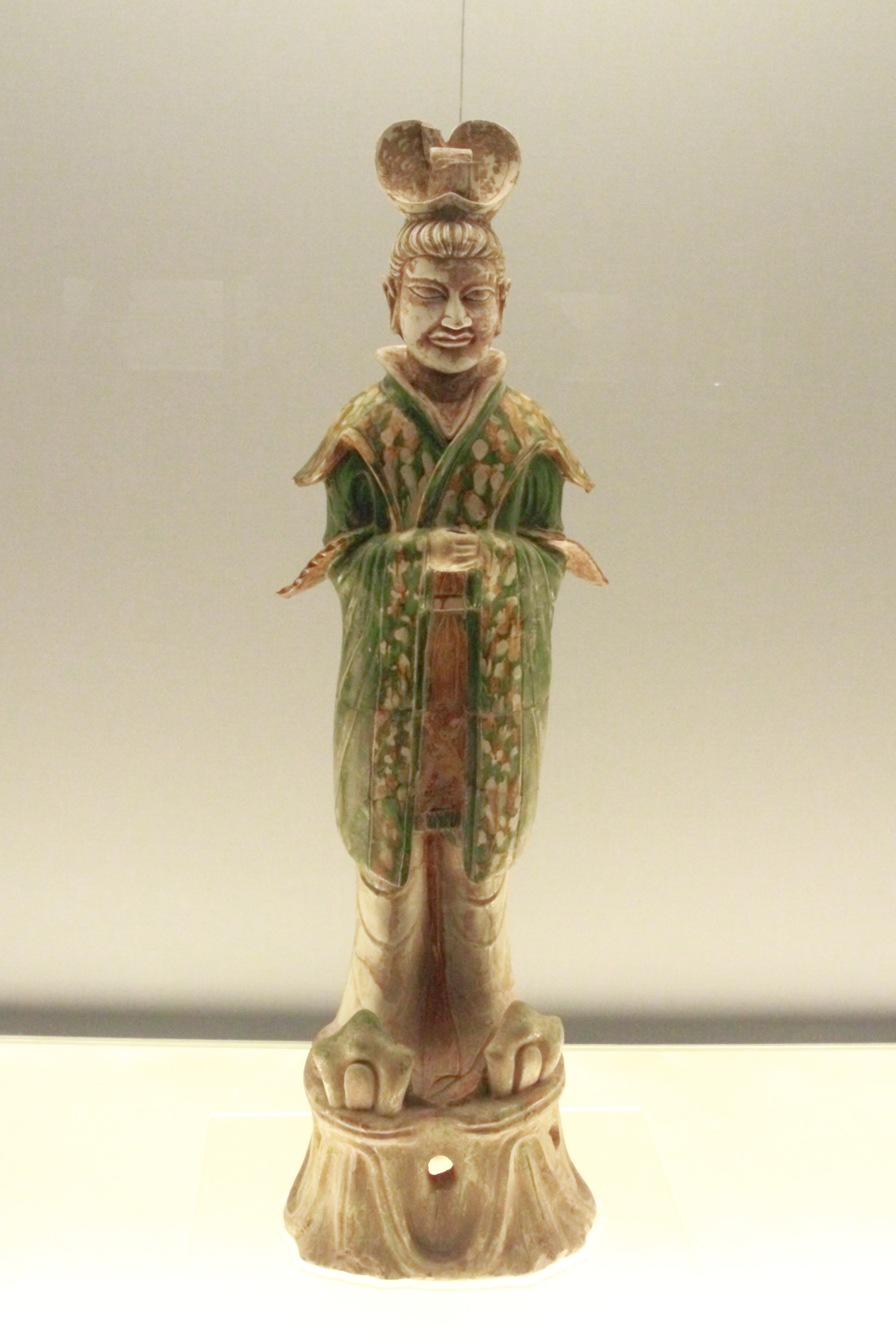
色釉陶文吏俑
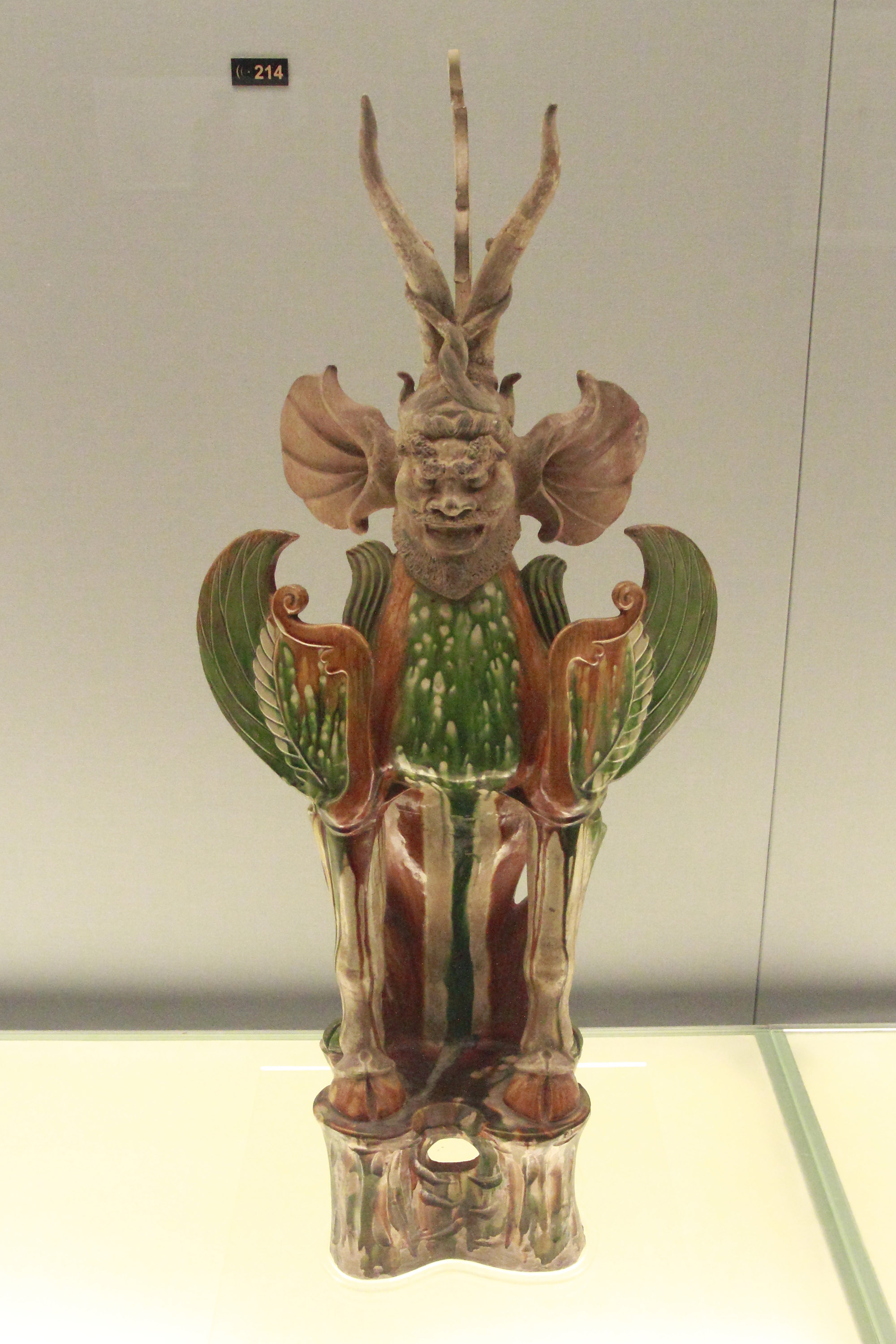
彩色釉陶镇墓兽
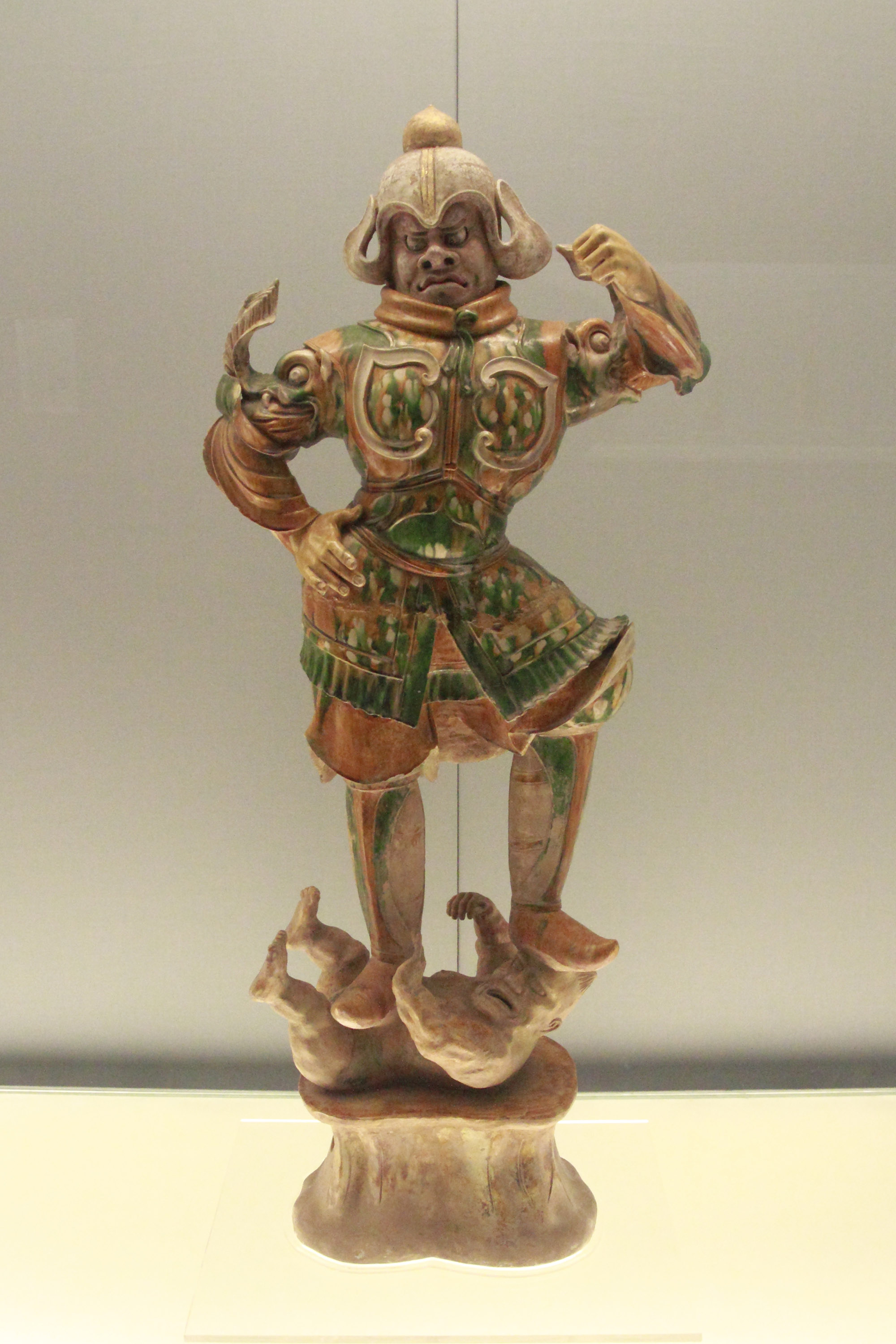
彩色釉陶天王俑
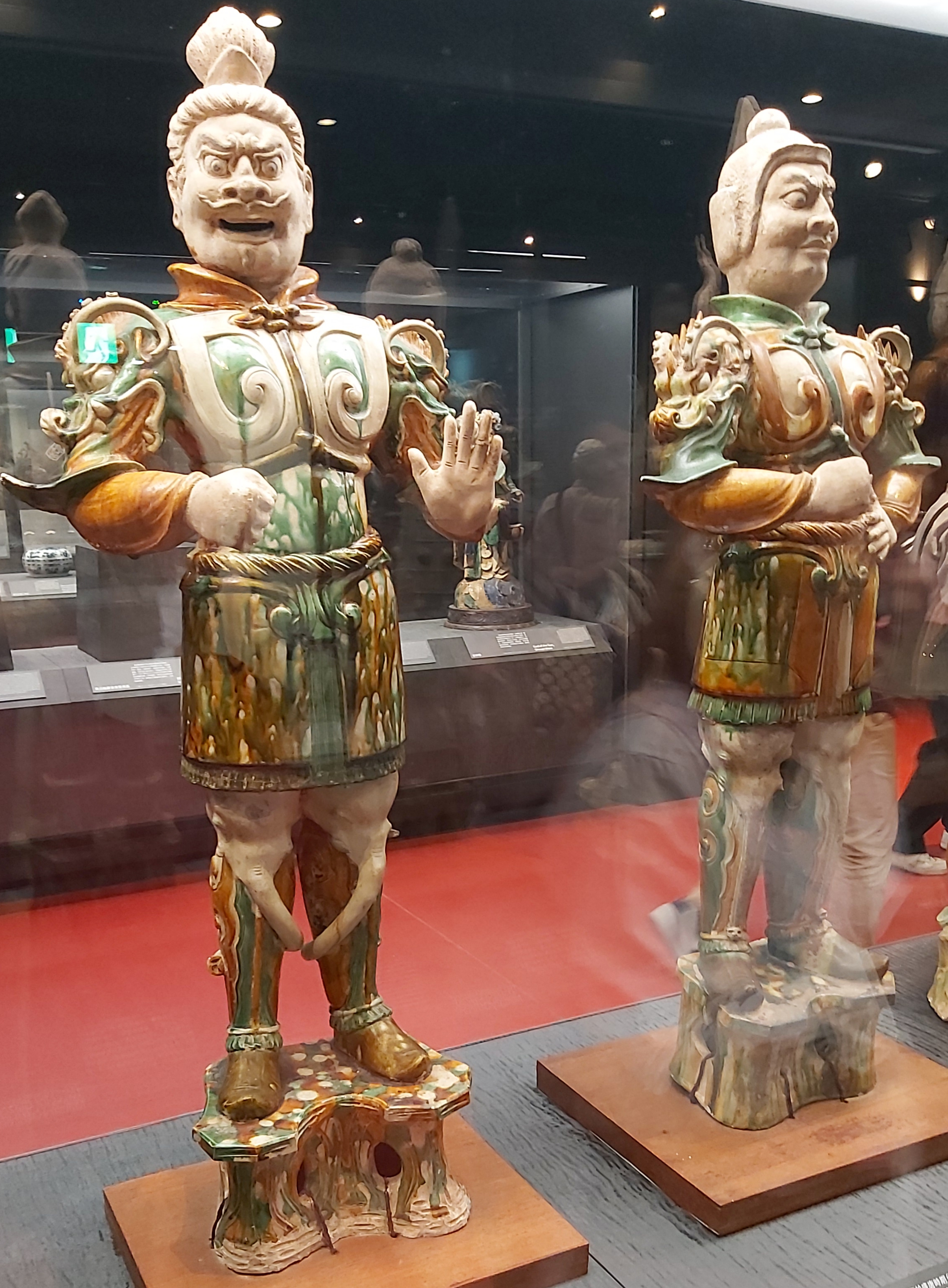
彩色釉陶武將俑